# Margaretta D'Arcy
Pour les articles homonymes, voir D'Arcy.
Margaretta Ruth D'Arcy, née le 14 juin 1934 à Londres (Angleterre),,, est une réalisatrice, actrice, écrivaine, dramaturge et militante irlandaise.

## Biographie
Margaretta D'Arcy naît à Londres d'une mère juive russe et d'un père catholique irlandais. Elle travaille dans de petits théâtres à Dublin dès l'âge de quinze ans et devient par après actrice.
Elle se marie en 1957 avec le dramaturge et auteur anglais John Arden avec qui elle collabore fréquemment. Ils s'installent à Galway où ils créent le Galway Theatre Workshop en 1976. Le couple a cinq fils.
Le couple écrit plusieurs pièces de théâtre et œuvres d'improvisation pour les joueurs amateurs et étudiants, notamment The Happy Haven (1960) et The Workhouse Donkey. Elle écrit et produit de nombreuses pièces de théâtre, dont The Non-Stop Connolly Show.
D'Arcy écrit également plusieurs livres, dont Tell Them Everything, Awkward Corners (avec John Arden) et Galway's Pirate Women: A Global Trawl.

## Activisme
En tant que militante, Margaretta D'Arcy rejoint en 1961 le Comité anti-nucléaire des 100 (en), dirigé par Bertrand Russell. En 1981, son activisme pour la paix aboutit à son incarcération à la prison d'Armagh, après avoir défiguré un mur du musée d'Ulster. Son livre Tell Them Everything raconte l'histoire de son temps pendant les manifestations d'Armagh et du H-Block et est l'un des premiers récits sur les femmes d'Armagh, leur républicanisme et leur emprisonnement.
D'Arcy réalise également Yellow Gate Women, un film sur les tentatives des femmes du Greenham Common Women's Peace Camp de déjouer les militaires britanniques et américains à RAF Greenham Common avec des coupe-boulons et des contestations judiciaires. Défiant la censure depuis 1987, elle dirige une radio-pirate de cuisine pour femmes depuis son domicile à Galway.
En 2011, D'Arcy refuse de se lever pendant une minute de silence pour honorer un officier du PSNI, Ronan Kerr, tué par des républicains dissidents, lors d'une réunion à Aosdana. Ses actions étaient délibérées, a-t-elle déclaré aux médias par la suite, ce qui suscite de vives critiques sur son soutien perçu aux groupes républicains armés en Irlande du Nord.

## Filmographie partielle

### Au cinéma
- 1975 : Caoineadh Airt Ui Laoire (actrice)
- 2020 : A Maverick Islander  (réalisation)

### À la télévision
- 1974 : Herodes ja pyhä yö (pièce The Business of Good Government: A Christmas Play - téléfilm, scénariste)

## Travaux

### Livres
Ses livres incluent, :   
- Margaretta D'Arcy, Tell them everything: a sojourn in the prison of Her Majesty Queen Elizabeth II at Ard Macha (Armagh), Pluto Press, 1981 (1re éd. 1962) (ISBN 978-0-86104-349-1, lire en ligne)
- Margaretta D'Arcy et John Arden, Awkward corners: essays, papers, fragments, London, Methuen, 1988 (ISBN 978-0-413-40340-7, lire en ligne)
- Margaretta D'Arcy et John Arden, Plays: 1: The Business of Good Government, The Royal Pardon, The Little Gray Home in the West, Ars Longa Vita Brevis, Friday's Hiding, Vandaleur's Folly, and Immediate Rough Theatre, Methuen Publishing Limited, 1991 (ISBN 978-0-413-65150-1, lire en ligne)
- Margaretta D'Arcy et John Arden, Galways Pirate Women, a Global Trawl, Women's Pirate Press, 1996 (ISBN 978-0-9528206-0-4, lire en ligne)
- Margaretta D'Arcy, Loose Theatre: Memoirs of a Guerrilla Theatre Activist, Canada, Trafford Publishing & Women's Pirate Press, 2005 (ISBN 1-4120-3376-4, OCLC 62894742, lire en ligne [archive du 11 juin 2007])

### Pièces
Ses pièces comprennent : 
- The Pinprick of History ;
- Vandaleur's Folly ;
- Women's Voices from W. of Ireland ;
- Prison-voice of Countess Markievicz ;
- A Suburban Suicide (pièce radio, BBC3, 1995) ;
- Lajwaad (The Good People, pièce d'Abdel Kader Alloula, adaptée par M. D'Arcy for readings ià London, 1995) ;
- Dublin (Irish Writers' Centre, 1996).

Les pièces conçues comme des productions de groupe comprennent : 
- Muggins is a Martyr ;
- The Vietnam War-game ;
- 200 Years of Labour ;
- The Mongrel Fox ;
- No Room at the Inn ;
- Mary's Name ;
- Seán O'Scrúdu ;
- Silence.

Les pièces écrites en collaboration avec John Arden incluent :  
- The Business of Good Government ;
- The Happy Haven ;
- Ars Longa Vita Brevis ;
- The Royal Pardon ;
- The Hero Rises Up ;
- The Ballygombeen Bequest ;
- The Non-Stop Connolly Show ;
- ‘’The Island of the Mighty, A Trilogy’’ 1972[11],[12].
- Keep the People Moving (BBC Radio) ;
- Portrait of a Rebel (RTÉ Television) ;
- The Manchester Enthusiasts (BBC 1984 et RTÉ 1984, sous le titre The Ralahine Experiment) ;
- Whose is the Kingdom? (lecture radio en 9 parties, BBC 1987).

### Films
Films en tant que réalisatrice et ceux produits par Women in Media & Entertainment :  
- Yellow Gate Women, 2007, présenté au 'Galway Film Fleadh' et au Festival international indépendant de la vidéo et du film (New York) [2008].
- Shell Hell, co-réalisé avec Finn Arden, 2005, présenté au Galway Arts Festival, au 'Stranger than Fiction Festival' à l' IFC (Dublin) et au Human Rights Documentary Festival (Glasgow).
- Big Plane, Small Ax, les faux procès de Mary Kelly, 2005, récompensé du 2e prix du meilleur long métrage documentaire au Galway Film Fleadh, et également présenté au Cork Film Festival, au Portobello Film Festival, au Human Rights Documentary Festival (Glasgow) et au Festival du film irlandais (San Francisco).
- Circus Exposé, 1987 (60 minutes), projeté au Celtic Film Festival (Inverness) et au Foyle Festival (Derry).